# 哈特穆特·弗勒克纳
哈特穆特·弗勒克纳（德語：Hartmut Flöckner，1953年6月27日—），德国男子游泳运动员。他曾代表东德参加1972年和1976年夏季奥林匹克运动会游泳比赛，其中1972年奥运会获得一枚银牌。